# ニンテンドーDS Lite
ニンテンドーDS Lite（ニンテンドーディーエスライト）は、任天堂から2006年に発売された携帯型ゲーム機。希望小売価格は当初16,800円（税込）で、2010年6月19日からオープン価格となった。生産終了は2012年（平成24年）6月9日。
2006年1月26日に発売を発表。基本性能をそのままに、携帯性を高めるよう一回り小型軽量化がなされ、デザインも一新された。同社の携帯型ゲーム機として、ゲームボーイアドバンスソフトに対応した最後の機種である。
各国で発売されており、日本では3月2日、6月から7月にかけてオーストラリア、アメリカおよびカナダ、ヨーロッパ、中国、韓国の大元C&Aで発売された。
発売当初はニンテンドーDSの上位モデルに位置づけられ、従来のDSも並行して製造・販売されていたが、本機の爆発的なヒットにより、従来機の後継として生産・普及が進んだ。
発売から約11年が経過した2017年4月4日、修理に必要な部品の確保が困難であるとして、2017年4月30日の到着分をもって修理受付を終了すると発表した。

## ハードウェア

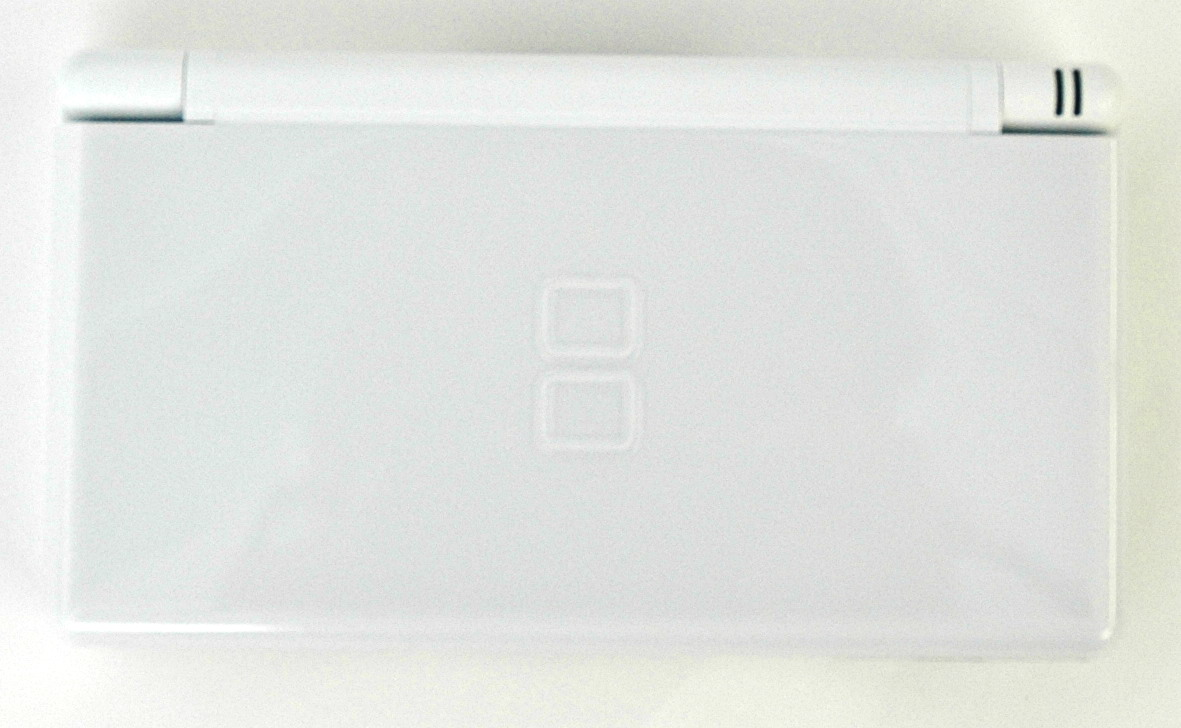
DS Liteを閉じたときの天面。右上のランプは左側が充電、右側が電源及び無線用の役割を持つ。

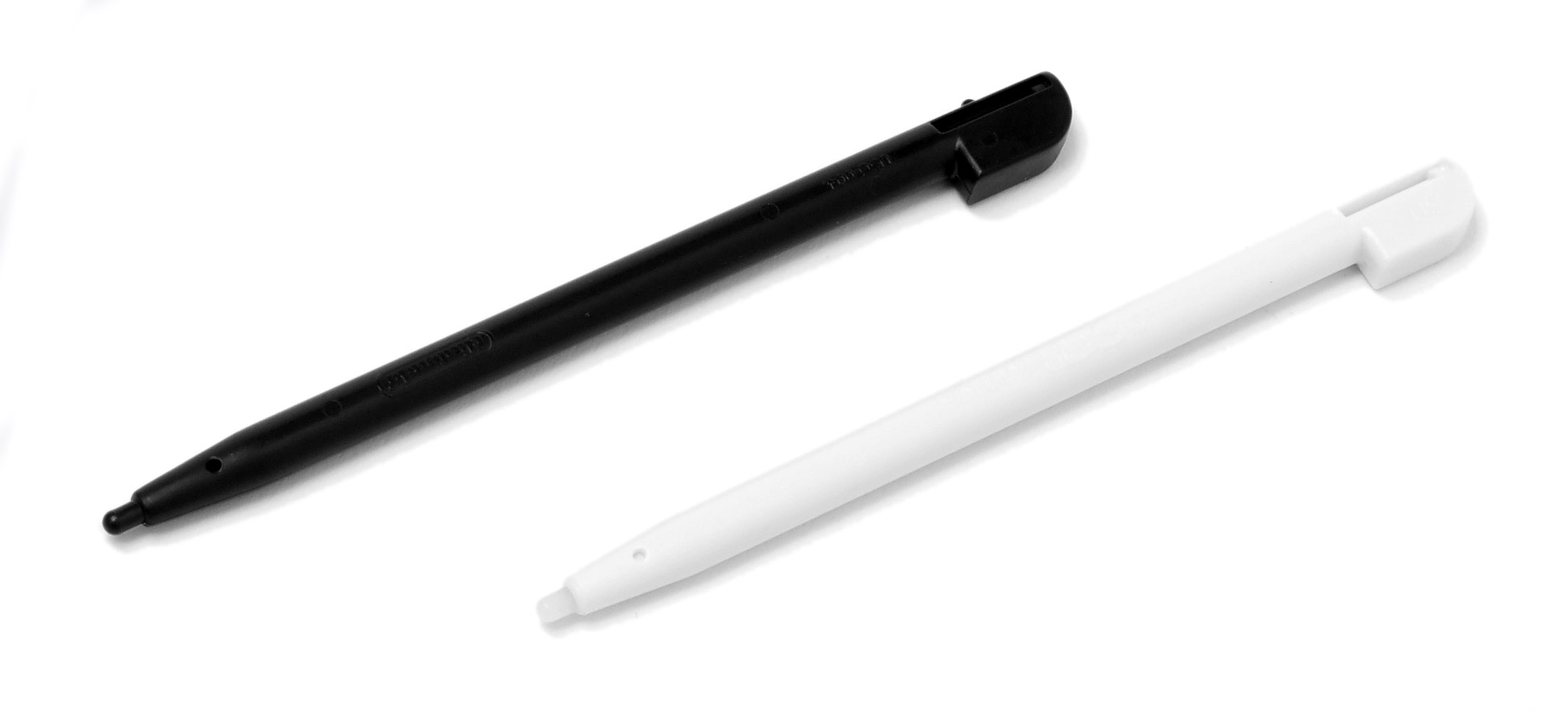
DS Liteのタッチペン

ニンテンドーDSから変更された仕様のみを記す。下記以外は従来型のDSと同じ。
名称
従来機より「軽い」、「明るい」を意味して「Lite」と名付けられた。
画面
3インチ（対角）透過型バックライト付きTFTカラー液晶ディスプレイ  2枚、4段階の輝度調整可能
半透過反射型カラーTFT液晶から、携帯電話などで主流の透過型カラーTFT液晶に変更された。また、4段階の輝度調整機能を持ち、従来型よりも画面の輝度を明るくすることができる。より鮮明な画面でゲームを楽しめるようになったが、輝度をあげるほど、内蔵電池での使用時間は短くなる。解像度・表示色数・画面サイズはDSと同じ。
入力
十字キー+6ボタン (A/B/X/Y/L/R) +START/SELECTボタン+タッチスクリーン+マイク（音声入力用）
入力デバイスの種類・数は変わらず。配置が異なり、START/SELECTボタンの位置がA/B/X/Yボタンの下側に、マイクおよび電源ランプ・充電ランプはヒンジ部分に移動した。
START/SELECTボタンを除いたボタンの内部構造は旧来のシリコンゴムの接点を使用しているため、DSとは違いクリック感がない。
電源
内蔵リチウムイオンバッテリー (3.7 V/1000 mAh)、付属ACアダプタ（ゲームボーイアドバンスSP・ニンテンドーDSのACアダプタ使用不可）、パワーマネジメント機能搭載（DS用ソフト使用時のみ）
従来のDSに比べ充電時間が減り、最長使用時間が増えている。
サイズ
縦73.9 mm×横133.0 mm×厚み21.5 mm
従来モデルに比べ、それぞれ10.8 mm、15.7 mm、7.4 mmの小型化。
重量
約218 g
従来のDSより約57 gの軽量化。
タッチペン
従来型に比べて1 cm長くなり、直径も1 mm太くなった。本体への挿入口は右側面になった。
GBAカートリッジスロット
ニンテンドーDS（以下DS）よりもスロット部が浅くなり、通常のGBA用ソフトを挿入すると1 cmほどはみ出る。専用カバーが付属しており、ホコリ避けとして使用できる。
なお、専用カバーには基板が内蔵されているが拡張機能の類は実装されていない。
はみ出さずに装着できるDS Lite専用カートリッジも存在するが、それらは従来のDSやGB/GBAシリーズのスロットでは基板が届かず装着できない。
ストラップの仕様変更
DSには「タッチストラップ」が付属していたが、DS Liteでは通常のストラップになった。なお、日本国外版ではストラップは付属していない。

## 本体
2006年3月2日発売時の本体カラーはクリスタルホワイト。型番はUSG-001。
以下の記述は特記事項の無い限りは日本での発売日である。

### カラーバリエーション
- アイスブルー（2006年3月11日）- 当初はクリスタルホワイトと同時発売の予定だったが、製造上の問題により延期された[5]。
- エナメルネイビー（2006年3月11日）- アイスブルーと同様に発売が延期された。日本でのみ販売されたカラーバリエーションである。2007年夏に生産終了し、任天堂発行の「ソフトカタログ2007年・冬」以降ラインナップから削除された。
- ノーブルピンク（2006年7月20日） - （2012年6月9日）
- ジェットブラック（2006年9月2日） - （2012年6月9日）
- メタリックロゼ（2007年6月23日） - （2012年6月9日）
- グロスシルバー（2007年6月23日） - （2012年6月9日）
- クリムゾン/ブラック（2007年10月4日）- 2007年8月20日にアメリカとカナダでゲーム同梱のパックとして先行販売された。

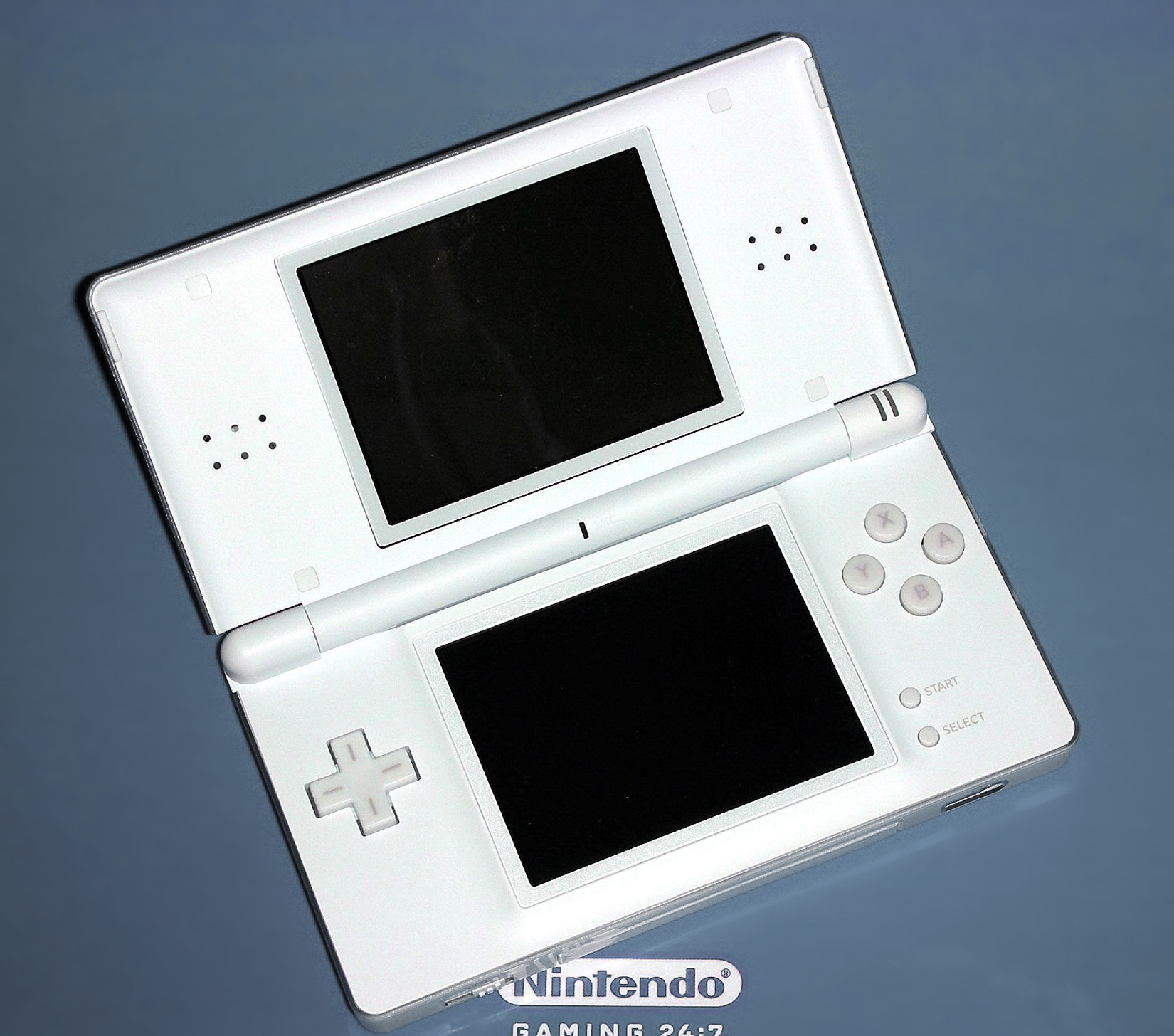
クリスタルホワイト
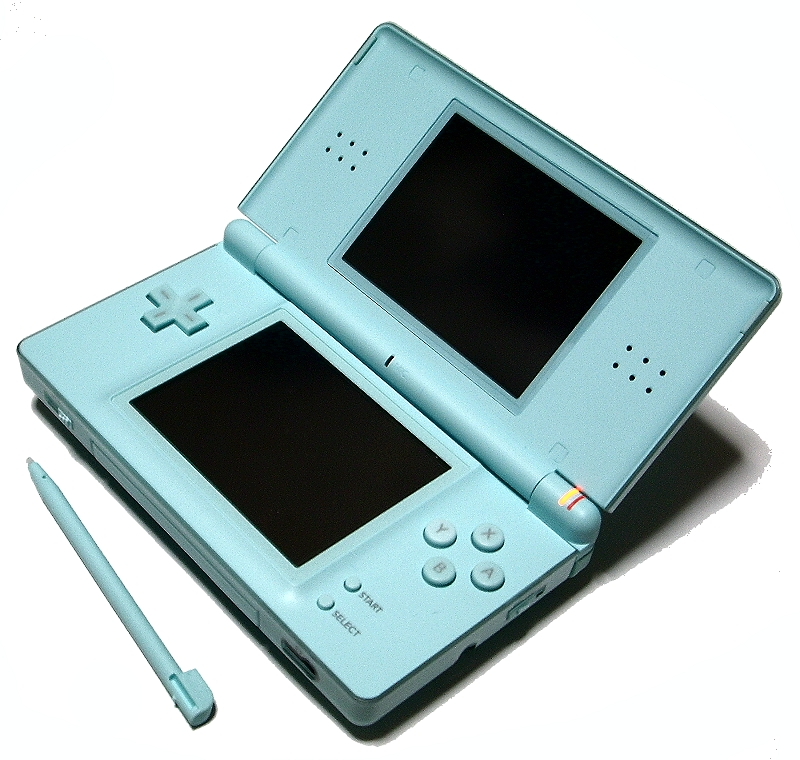
アイスブルー
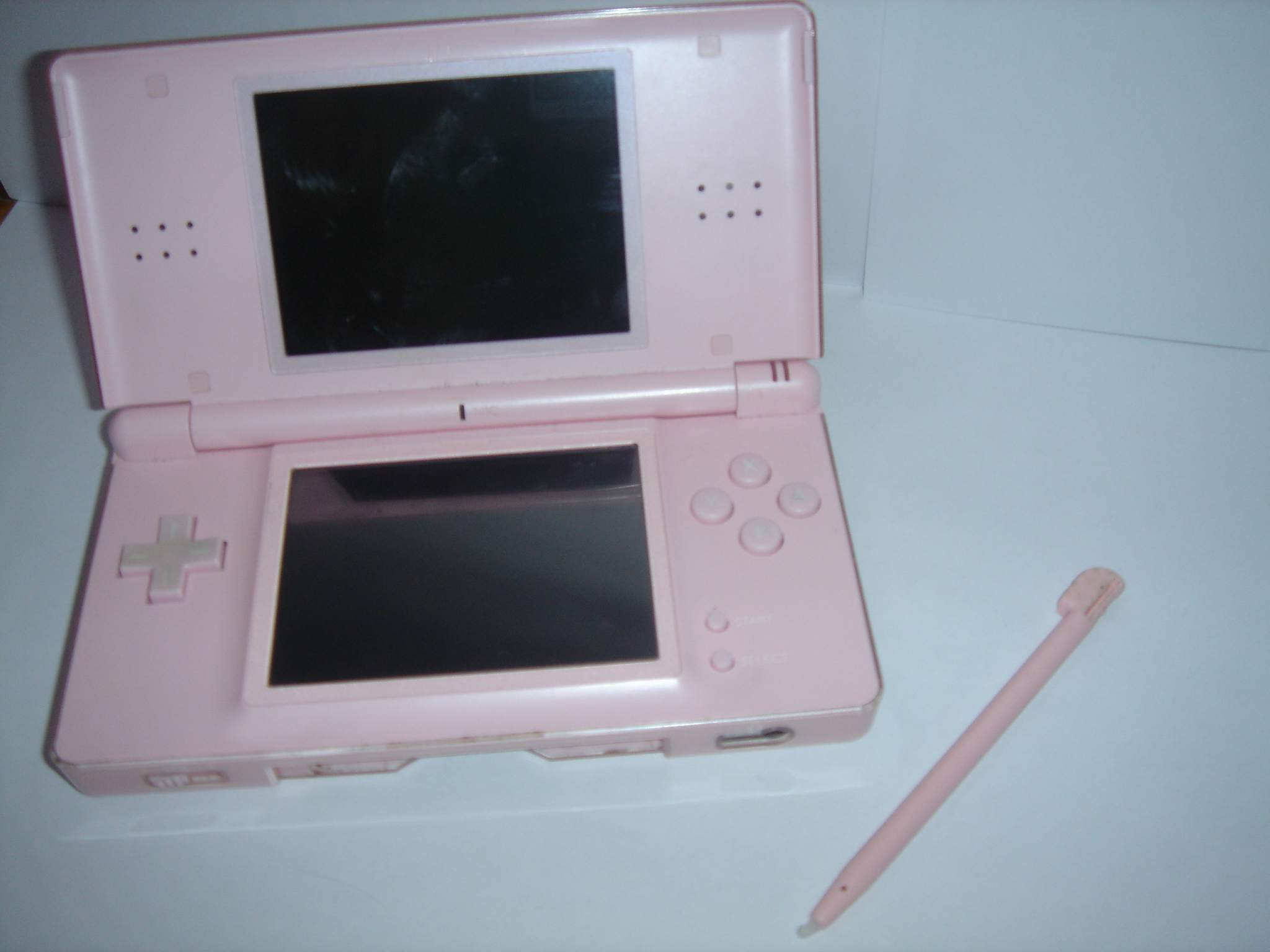
ノーブルピンク
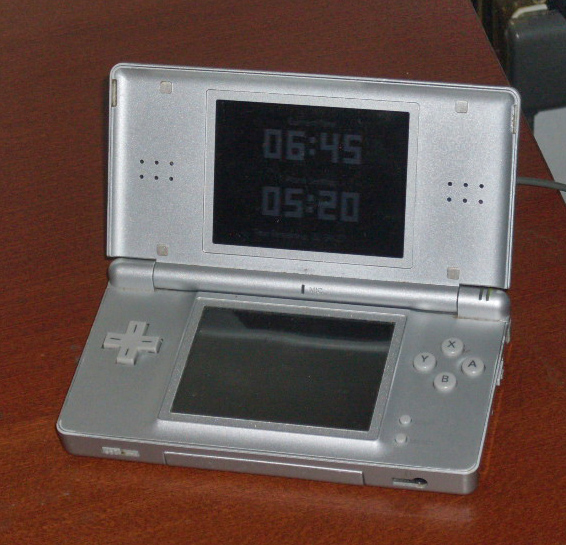
グロスシルバー

### 限定モデル
ポケモンセンター・ポケモンだいすきクラブオリジナル以外はいずれも、上記オリジナルカラー機種の上面カバーに印刷を施した仕様になっている。
クリスタルエディション（2006年8月24日）
『ファイナルファンタジーIII』と同梱。本体色はクリスタルホワイトと同様。
ディアルガ・パルキアエディション（2006年9月28日）
ポケモンセンター・ポケモンだいすきクラブオリジナル。ジェットブラックとは異なる独自色で、メタリックブラックの塗装が施されている。販売終了。
ジェットブラック特別仕様（2006年11月2日）
『ワールドサッカーウイニングイレブンDS』と同梱。本体色はジェットブラックと同様。
ノーブルピンクオシャレ魔女バージョン（2006年11月22日）
『オシャレ魔女♥ラブandベリー ～DSコレクション～』と同梱。本体色はノーブルピンクと同様。
スカイパイレーツエディション（2007年4月26日）
『ファイナルファンタジーXII レヴァナント・ウイング』と同梱。本体色はクリスタルホワイトと同様。
クリスタルホワイト桃太郎バージョン（2007年4月26日）
『桃太郎電鉄DS TOKYO&JAPAN』と同梱。本体色はクリスタルホワイトと同様。
ピカチュウエディション（2007年7月20日）
ポケモンセンター・ポケモンだいすきクラブオリジナル。本体色は独自色の黄色。抽選販売。
Wonderful World Edition（2007年7月27日）
『すばらしきこのせかい』と同梱。本体色はグロスシルバーと同様。
νガンダムバージョン（2007年8月9日）
『SDガンダム GGENERATION CROSS DRIVE』と同梱。本体色はクリスタルホワイトと同様。
Gemini Edition（2007年8月23日）
『ファイナルファンタジー・クリスタルクロニクル リング・オブ・フェイト』と同梱。本体色はクリスタルホワイトと同様。
NINTENDO DS Lite × babymilo by a bathing ape BABY MILO EDITION（2008年4月1日）
ファッションブランド『A BATHING APE』とコラボ。A BATHING APE の「マイロ」と、任天堂の「マリオ」が並んだNintendo DS Lite。本体色はクリスタルホワイトとゴールド。
ギラティナエディション（2008年9月13日）
ポケモンだいすきクラブオリジナル。本体色はクリスタルホワイトとは異なる独自色。『ポケットモンスタープラチナ』とのセットで抽選販売。

### キャンペーン限定モデル
外装のカバー部分だけ別に用意すれば良いため少量の品にも対応しやすく、プレゼント品などでは数十個程度しか存在しないものもある。
リラックマ3周年記念キャンペーンプレゼント
サンエックスが主催したキャンペーンのプレゼント品のひとつ。本体色はクリスタルホワイトと同様。他のモデルと区別するための名称があるかは不明。
オリジナルちゃおバージョン・オリジナルちゅちゅバージョン
小学館の少女漫画誌『ちゃお』・『ChuChu』、および両誌の単行本でのプレゼント。前者にはきらりん☆レボリューションのイラストが、後者には四葉のクローバーがプリントされている。本体色はどちらもクリスタルホワイト・アイスブルー・ノーブルピンクの3種類。
2006年12月から2007年2月に発行された両誌および新刊単行本に応募券が付属、単行本のものを含む3枚で応募できた。どちらのモデルを希望するかは応募時に指定（色指定は不可）。各モデル・各色とも50台、計300台がプレゼントされた。
年賀オリジナル
お年玉付郵便はがきの'08お年玉賞品。「年賀オリジナル賞」で100万本に4本（16172本）。
本体色は独自色の赤。
プレミアムDS Lite
クラブニンテンドーのキャンペーン賞品。色はプレミアムシルバー・プレミアムブラック・プレミアムロゼがあり、各色1000名にプレゼントされた。
通常カラーのグロスシルバー・ジェットブラック・メタリックロゼの上蓋の外装部分が鏡面風のつやがある素材に変更されたもの。

### 日本未発売

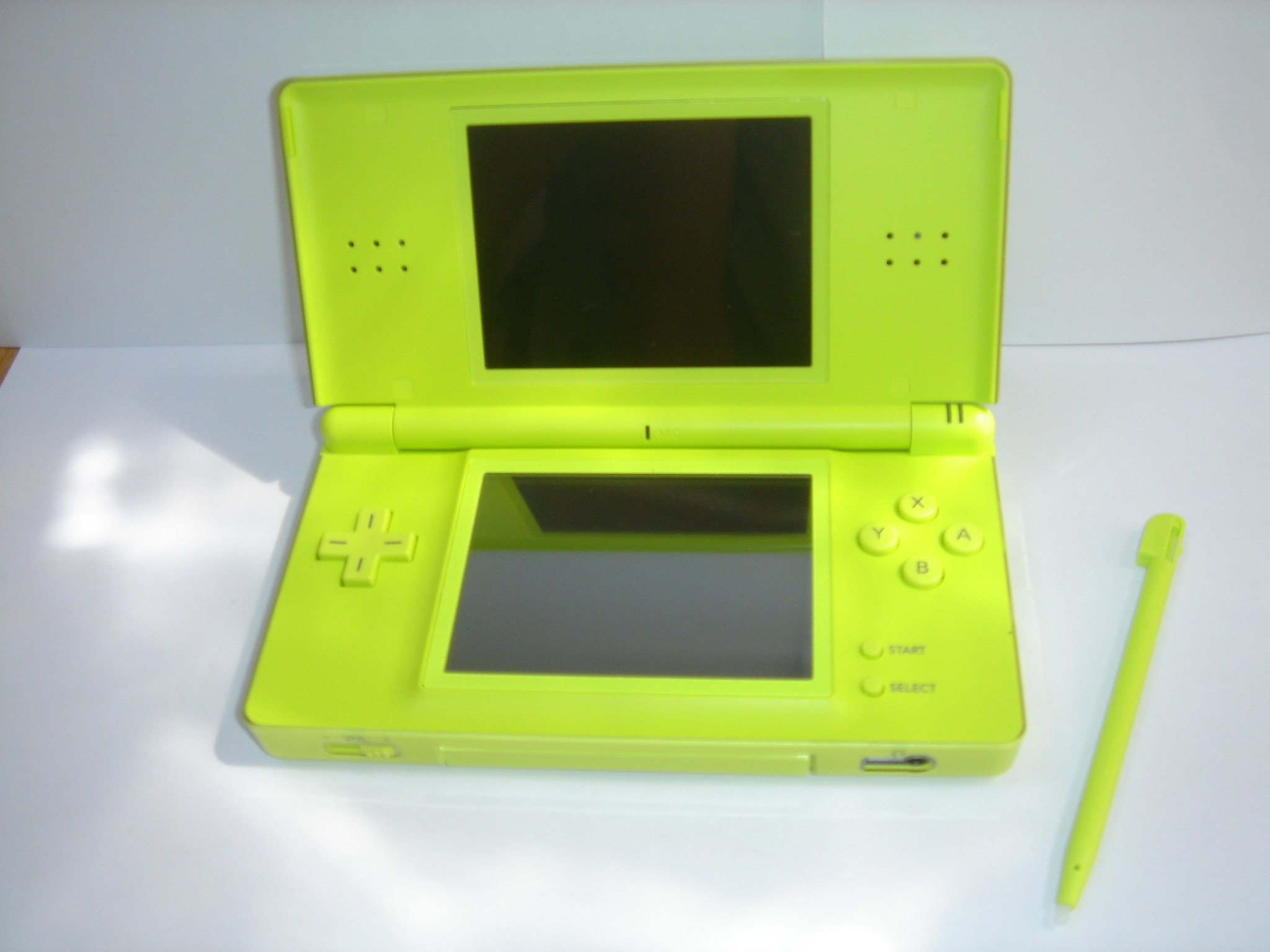
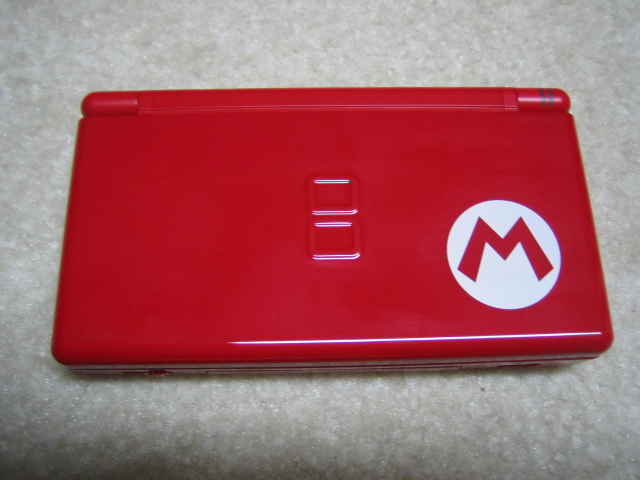
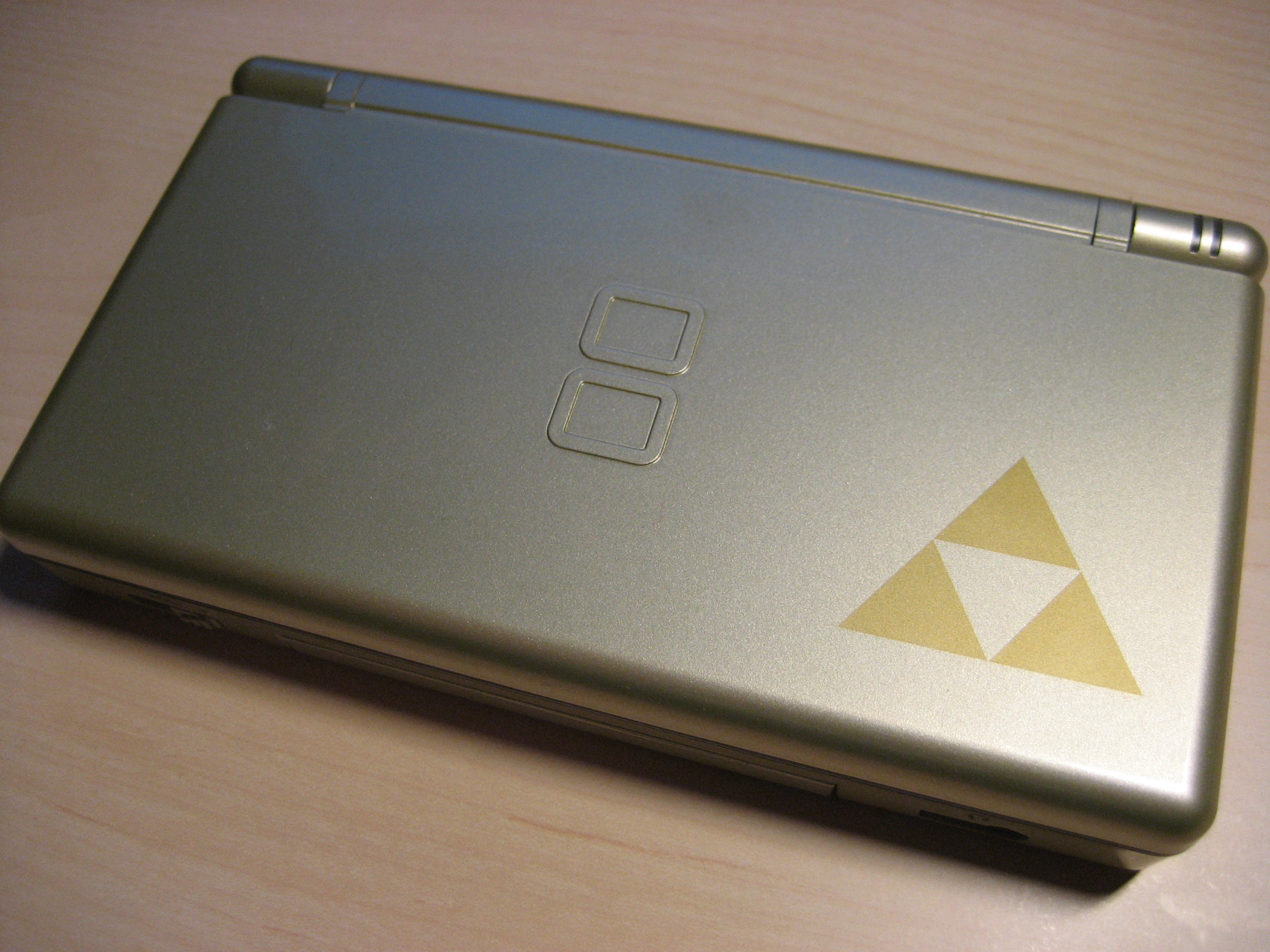

コバルト/ブラック
クリムゾン/ブラックの赤い部分が濃い青色に置き換わっている色違いバージョン。北米と韓国で発売された。登場時期もクリムゾン/ブラックと同時期とみられる。
パッションレッド、シャンパンゴールド
共に2011年3月に香港と台湾で発売された追加カラー。
ゴールドカラー
北米版の「ゼルダの伝説 夢幻の砂時計」とセット販売。

## 周辺機器

### 純正
- DS Liteメモリー拡張カートリッジ

以下は任天堂からDS Lite用として発売されている物。初代DS用の周辺機器も一部を除いて使用可能。
| 型番    | 名称                                     | 備考                                                                     |
| ------- | ---------------------------------------- | ------------------------------------------------------------------------ |
| USG-002 | ニンテンドーDS Lite専用ACアダプタ        | ニンテンドーDS Lite専用のACアダプタ。                                    |
| USG-003 | ニンテンドーDS Lite専用バッテリーパック  | ニンテンドーDS Lite専用バッテリーパック。本体内蔵。                      |
| USG-004 | ニンテンドーDS Lite専用タッチペン        | ニンテンドーDS用の物よりサイズアップし、持ちやすくなっている。本体同梱。 |
| USG-005 | ニンテンドーDS Lite専用GBAコネクタカバー | 空のGBAコネクタ用のカバー。本体同梱。                                    |
| USG-006 | DS Lite振動カートリッジ                  | DS LiteのGBAスロットにジャストフィットする。 旧型DSでは使用不可。        |
| USG-007 | DS Liteメモリー拡張カートリッジ          | DS Lite専用のニンテンドーDSブラウザーに付属する。 旧型DSでは使用不可。   |
|         | DS Liteポーチ                            | クラブニンテンドーの景品。                                               |

### サードパーティ製
以下は任天堂のライセンスを取ってないものの、サードパーティから発売されている主な周辺機器である。
| 名称                       | 備考 |
| -------------------------- | --- |
| FMラジオ                   | ニンテンドーDS Lite専用のFMラジオチューナー。 サイバーガジェット社から発売されているもので、GBAスロットから本体の電力を使いFMラジオを受信する。 イヤホンは本体と兼用しておらず、チューナー自体につけられており、アンテナの役割をする。 |
| TRIPLE FUNCTION POWER PACK | 本品および純正のバッテリー、単3乾電池の3通りからの電源供給が可能 |
| BN-DSL-CL                  | 専用USB充電ケーブル |

## 反響
発売に際しては、前日深夜から行列に並ぶ人が出るなど客が殺到し、ニュースにもなった。また発売当日も数百人が店頭に並び、販売店は開店時間を早めるなど対応に追われ、数をそろえられない店や入荷自体ができない店もあった。その後も新色が発売されるたびに即日完売するほどの人気であった。
これに対して任天堂はウェブサイトに「3月分のDSの出荷量を20万台、DS Liteの出荷量を45万台、計65万台とする」という告知を行い顧客の品薄への理解を求め、さらに本体と同時購入が予想される『Touch! Generations』シリーズの一部の発売を4月下旬まで延期して需要の分散を狙う処置をとり、4月の出荷台数を70万台以上にして対応した。
しかし、その後も即日完売は続き、DS自体の品不足から便乗値上げをして販売する店や、大量に入手してインターネットオークションなどに出品し転売する者などが続出した。
また本機はデザインに関して、「手軽なおもちゃ感と、使い勝手や存在感をうまくバランスさせたデザイン」と評価され2006年グッドデザイン賞を受賞している。

## 問題点
ヒンジ割れ問題
米国では、2006年6月の発売直後から、DS Liteのヒンジ（つなぎ目）のパーツが割れる報告が購入した顧客から多数寄せられた。
任天堂米国法人（NOA）はこの報告について7月23日に、「アメリカ出荷分で0.02パーセントの割合で同様の現象が起こるDS Liteがある」として無償修理を行うとした。
上画面液晶残像問題
発売最初期のものにはほとんど見られなかったが、中期以降になるほど、上画面の液晶のリフレッシュレートが低く、明らかに操作に支障が出るものが出てきた。
上下画面液晶色温度差問題
上画面に比べて下画面が黄色い、もしくはその逆、または片方の画面が赤っぽい、明るさが違う、コントラストが違うなど、これも中期以降に増えた。ただ、上記の残像問題は明らかに全く別な（恐らく廉価な）液晶へと変更されたために起きた問題であるが、この問題は画面が2つあるニンテンドーDS（Lite）ではどうしても起きてしまうものではある。